# 消防車道

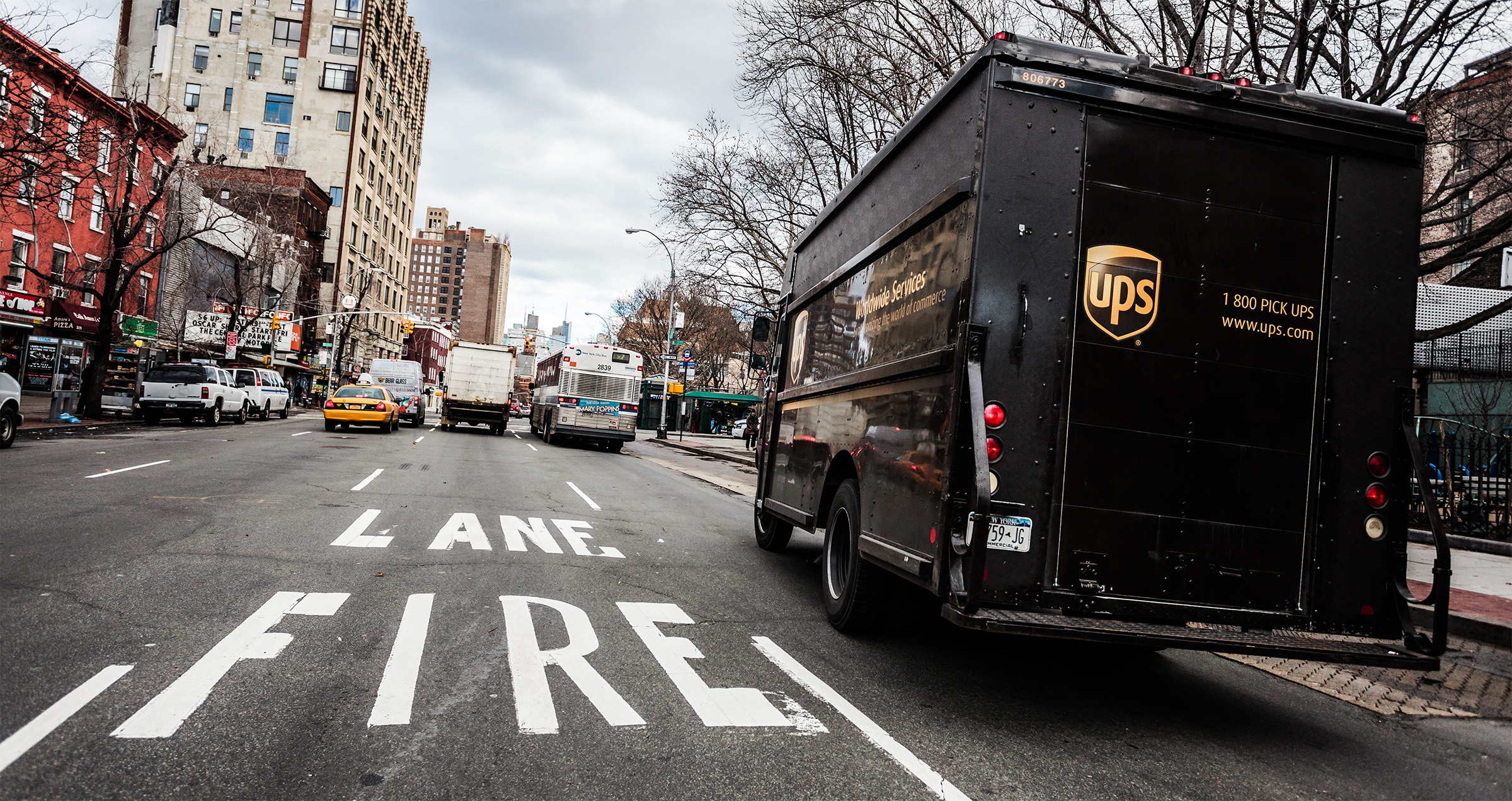
紐約第六大道的一條消防車道

消防车道是指專門为消防車預留的車道，目的是讓消防車能更快的馳援火災現場 。一些城市中可以看到专用的消防車道。 另外有些地方的工厂、仓库区内也设置了消防车道。